# Is It Any Wonder? (David Bowie)
Is It Any Wonder? is een ep van de Britse muzikant David Bowie, uitgebracht op 14 februari 2020. De ep bestaat uit zes oudere nummers die Bowie opnieuw opnam tijdens de sessies voor het album Earthling en de bijbehorende tournee aan het begin van 1997.
In de aanloop naar de uitgave van de ep werd vanaf januari 2020 een nummer per week beschikbaar gesteld op streamingdiensten. De gehele ep was op 14 februari 2020 beschikbaar. In maart 2020 werd een fysieke versie uitgebracht.

## Achtergrond
Het grootste deel van de nummers op de ep werd nooit eerder uitgebracht. "Fun" is een bewerking van "Fame". Dit nummer werd gespeeld tijdens de Earthling Tour in 1997 onder de titel "Is It Any Wonder?". Tijdens de repetities voor de tournee werden er voor het eerst opnames van het nummer gemaakt. Hier werd een liveversie van "Fame" uit juni 1997 bijgevoegd, waarna de track door Mark Plati en Reeves Gabriels in februari 1998 gemixt werd. Op deze ep werd de track gemixt door Danny Saber. Voorafgaand aan de uitgave werd de track wel eens "Funhouse" genoemd. In 1999 werd een alternatieve remix uitgebracht op het livealbum LiveAndWell.com.
De remix van "The Man Who Sold the World" werd oorspronkelijk in 1995 uitgebracht als de B-kant van de single "Strangers When We Meet", maar is sindsdien niet meer uitgebracht. Deze mix werd gemaakt uit een opname van de band die op 30 oktober 1995 het nummer in de studio speelde. Brian Eno voegde hier achtergrondzang en een aantal extra geluiden aan toe.
"Stay '97" is een nieuwe versie van "Stay", dat in 1976 op het album Station to Station verscheen. Deze versie werd in 1997 opgenomen en gemixt. Bowie nam het nummer "I Can't Read" oorspronkelijk op met zijn band Tin Machine, maar nam het later nog twee keer op. De eerste versie uit 1996 verscheen op de soundtrack van de film The Ice Storm, maar de tweede versie, die op deze ep staat, is de versie die Bowie beter vond. Deze versie zou oorspronkelijk op Earthling komen te staan, maar op het laatste moment werd het nummer vervangen door "The Last Thing You Should Do". "Baby Universal '97" was oorspronkelijk ook een Tin Machine-nummer met de titel "Baby Universal" en werd ook opgenomen voor Earthling (op de tracklijst stond het tussen "I'm Afraid of Americans" en "Law (Earthlings on Fire)"), maar kwam uiteindelijk niet op het album terecht. Alle drie de nummers werden niet eerder uitgebracht.
"Nuts", een grotendeels instrumentaal nummer, werd in november 1996 opgenomen door Bowie, Gabrels en Plati, en was bedoeld als bonustrack voor Earthling. De opname werd voorafgaand aan deze ep nooit uitgebracht.

## Tracklist
Alle nummers geschreven door Bowie en Reeves Gabrels, tenzij anders vermeld.

| Nr. | Titel                                       | Schrijver(s)               | Duur |
| --- | ------------------------------------------- | -------------------------- | ---- |
| 1.  | "Baby Universal '97"                        |                            | 3:13 |
| 2.  | "Fun (Clownboy Mix)"                        |                            | 3:11 |
| 3.  | "Stay '97"                                  | Bowie                      | 7:30 |
| 4.  | "I Can't Read '97"                          |                            | 5:27 |
| 5.  | "Nuts"                                      | Bowie, Mark Plati, Gabrels | 5:21 |
| 6.  | "The Man Who Sold the World (Live Eno Mix)" | Bowie                      | 3:33 |